# Oppenberg
Oppenberg est une ancienne commune autrichienne du district de Liezen en Styrie.